# Ostrog (Kaštela)
Ostrog (u dokumentima navođen kao: Obstrog, Obstroch, Ostroc, Ostroch, Ostruch, odnosno Ostrogh), srednjovjekovno naselje po sredini Kaštelanskoga Velog polja, na sadašnjem lokalitetu Ostrožine iznad današnjega Kaštel Lukšića, imao je najveće značenje među ostalim pretkaštelanskim selima. Ostrog je napušten potkraj XV stoljeća. 

## Etimologija
Petar Skok navodi: „Za stari toponim Ostrog od ostrogъ („vallum, castrum“) v. i pod straža“, gdje se kaže da je ostrogъ starocrkvenoslavenska riječ i da mu je korijen „baltoslav.[enski], sveslav.[enski] i praslav.[enski] vojnički termin *storgь“ u značenju: straža, stražarska točka.

## Prapovijest
Područje Ostroga bilo je naseljeno već u prapovijesno doba. To potvrđuju arheološki nalazi (gradine i utvrde). U željezno doba od 9. do 5. stoljeća zajednica na području kasnijeg Ostroga bila je jedan od centara kaštelanskog područja. Iz rimskog doba ostale su rimske zidine na položaju zvanome Polatišće. Upravo u njihovoj blizini razvilo se srednjovjekovno naselje. 

## Srednji vijek
U ranom srednjem vijeku Kaštelansko polje potpada pod Klišku župu. Uz vladarske posjede osnivaju se i naselja koja se smještaju iznad polja, pa tako i Ostrog. Nastavali su ga didići, plemenitaši neovisni o Splitu i Trogiru.
Stup pod Ostrogom bio je u srednjem vijeku oznaka granice između Splita i Trogira. Ta dva grada su željela ojačati svaki svoj utjecaj na području Kaštelanskog polja, smanjujući samoupravu lokalnog stanovništva, osobito didića. Trogirani su u tu svrhu sagradili kulu kod samostana Sv.Petar od Klobučca u Podmorju, dok Splitska nadbiskupija 1392. godine dala izgraditi kulu u Dilatu (Kaštel Sućurac). U tom sklopu Ostrog je postao strateška točka.
Na Ostrog su polagali pravo splitski nadbiskupi, pa je jedan od njih, Guncel, proglasio 1226. područje Ostroga posjedom Splitske nadbiskupije. Ostrožani su se digli na oružje i opasali Ostrog zidinama. Da ne bi prošao kao njegov prethodnik Arnir, koga su Poljičani ubili kad im je pošao tražiti porez, Guncel je pozvao u pomoć Splitsku općinu i velikog kneza humskoga Petra. Oni su poveli pravi križarski rat okupivši 3000 vojnika. Ostrožani su se predali tek kad su napadači donijeli drva i potpalili ih pod zidinama, istjeravši branitelje ognjem i dimom. Nadbiskup je naredio da se razori mjesna crkva svetog Lovre, prekopa groblje i razbacaju kosti predaka da „više nikada im ne padne na um da polažu pravu na to mjesto“. Didići su odvedeni u zatočeništvo. 
Prilikom sklapanja sporazuma između Splita i Trogira 1277. Ostrog je pripao didićima, a isprave iz XIV. stoljeća upućuju na to da se tada uglavnom nalazio u posjedu Splitske nadbiskupije.

## Mletačko doba
Gotovo dva stoljeća povremenog ratovanja Splićana i Trogirana, pa i kad su imali oba istog feudalca za kneza, završena su pošto je u lipnju 1420. godine njima zavladala Mletačka Republika, koja je razriješila i razgraničenje dviju komuna pravocrtno od Stupa pod Ostrogom uz more do Crjene stine na Kozjaku.
Uskoro, pod pritiskom Osmanskog Carstva, stanovništvo napušta Ostrog i ostala naselja pod Kozjakom i seli u zaštitu gospodskih kaštela, a Ostrogu je najbliži bio Kaštel Lukšić.